# Prikubanski (Anastásiyevskaya, Slaviansk, Krasnodar)
Prikubanski (del ruso: Прикубанский) es un jútor del raión de Slaviansk del krai de Krasnodar, en el sur de Rusia. Está situado en la orilla derecha del brazo principal del delta del Kubán, 28 km al suroeste de Slaviansk-na-Kubani y 97 al oeste de Krasnodar, la capital del krai. Tenía 311 habitantes en 2010.
Pertenece al municipio Anastásiyevskoye. Para evitar la confusión con Prikubanski, del mismo raión, es denominada por los lugareños Prikubanets.

## Historia
Fue fundado en 1869 como unión de varios caseríos aislados. A principios de la década de 1920 se establecen las primeras cooperativas en el marco de la colectivización de la tierra en la Unión Soviética, y en la de 1930, en base al TSOZ, se forma el koljós XXII siezdá Komunisticheskaya partiya Sovetskogo Soyuza.

## Lugares de interés
Cerca del jútor se halla un memorial sobre la fosa común en la que yacen los restos de los caídos en la defensa y liberación de la localidad durante la Gran Guerra Patria en 1942-1943.
Asimismo se hallan en las proximidades varios conjuntos de túmulos o kurganes de entre el III milenio a. C. y el siglo XV d. C.

## Economía
En Prikubanski se sitúa a sección n.º 5 de la empresa agrícola OOO Anastásiyevskoye

## Servicios sociales
La localidad cuenta con una escuela secundaria (desde 1929), un Club de Cultura rural, una biblioteca y un punto de enfermería, entre otros establecimientos.-